# Fair use
Fair use er et princip i den amerikanske lovgivning om ophavsret. Fair use betyder at selvom der er ophavsret på en ting, kan det godt bruges alligevel uden tilladelse fra ophavsrethaveren i visse bestemte situationer. Fair use-princippet omfatter særligt brug i forbindelse med omtale eller kritik af værkerne.
Et tilsvarende princip findes ikke direkte i dansk (kontinentaleuropæisk) ophavsret. Den danske ophavsretslov indeholder i stedet en fast opregning af, hvilke indskrænkninger i ophavsretten der er tilladt – de såkaldte låneregler i ophavsretslovens kapitel 2. Det er disse regler der giver ret til eksempelvis en vis lovlig privatkopiering. Lånereglerne kan opdeles i 3 kategorier:
- Fri benyttelse, hvor den omfattede værksudnyttelse kan ske uden vederlag til ophavsmanden.
- Tvangslicens, hvor udnyttelsen kan ske uden rettighedshaverens tilladelse, men hvor der dog skal betales vederlag for udnyttelsen.
- Aftalelicens, hvor en udnyttelse kan ske i henhold til en kollektiv aftale. Det særlige ved aftalelicens er, at også værker, der ikke er direkte omfattet af den kollektive aftale må udnyttes efter reglerne alligevel.

Blandt de frie benyttelser findes citatretten i ophavsretslovens § 22, hvorefter det er tilladt at citere offentliggjorte værker "i overensstemmelse med god skik og i det omfang, som betinges af formålet". Denne ret – og særligt betingelsen om god skik – minder om fair use, men er dog ikke helt det samme. For eksempel omfatter fair use også visse benyttelser i undervisningssammenhæng, hvilket i dansk ret til dels er omfattet af aftalelicensbestemmelserne.
Fair Use omfatter retten til at parodiere et værk. I EU-retten er parodiering en af de tilladte indskrænker som medlemslandene efter Infosocdirektivet kan indføre og de i Danmark tilladt efter retspraksis.